# Nokere Koerse 2018
La 73.ª edición de la clásica ciclista Nokere Koerse (llamado oficialmente: Danilith Nokere Koerse), fue una carrera en Bélgica que se celebró el 14 de marzo de 2018 sobre un recorrido de 191,1 kilómetros con inicio en la ciudad de Deinze y final en la ciudad de Nokere.
La carrera hizo parte del UCI Europe Tour 2018, dentro de la categoría 1.HC.
La carrera fue ganada por el corredor holandés Fabio Jakobsen del equipo Quick-Step Floors, en segundo lugar Amaury Capiot (Sport Vlaanderen-Baloise) y en tercer lugar Hugo Hofstetter (Cofidis).

## Equipos participantes
Tomaron parte en la carrera 23 equipos: 7 de categoría UCI WorldTeam; 13 de categoría Profesional Continental; 2 de categoría Continental. Formando así un pelotón de 161 ciclistas de los que acabaron 119. Los equipos participantes fueron:
| WorldTeams (7)- BMC Racing Team - Quick-Step Floors - Lotto Soudal - Bora-Hansgrohe - Katusha-Alpecin - Sky - Team Sunweb Equipos continentales profesionales (14)- Cofidis, Solutions Crédits - Aqua Blue Sport - Sport Vlaanderen-Baloise - Wanty-Groupe Gobert - Vérandas Willems-Crelan - Delko-Marseille Provence-KTM - CCC Sprandi Polkowice - Direct Énergie - Roompot-Nederlandse Loterij - Vital Concept - Israel Cycling Academy - Hagens Berman Axeon - UnitedHealthcare - WB-Aqua Protect-Veranclassic Equipos continentales (2)- Cibel-Cebon - Tarteletto-Isorex |
| |

## Clasificación final
- Las clasificaciones finalizaron de la siguiente forma:[4]

| \| Clasificación general \| Clasificación general \| Clasificación general \| Clasificación general \| Clasificación general \| \| Ciclista \| Ciclista \| Equipo \| Tiempo \| \| \| --------------------- \| --------------------- \| ---------------------------- \| --------------------- \| --------------------- \| \| 1.º \| Fabio Jakobsen \| Quick-Step Floors \| 4 h 32 min 56 s \| \| \| 2.º \| Amaury Capiot \| Sport Vlaanderen-Baloise \| + 0 s \| \| \| 3.º \| Hugo Hofstetter \| Cofidis, Solutions Crédits \| + 0 s \| \| \| 4.º \| Roy Jans \| Cibel-Cebon \| + 0 s \| \| \| 5.º \| Andrew Fenn \| Aqua Blue Sport \| + 0 s \| \| \| 6.º \| Baptiste Planckaert \| Katusha-Alpecin \| + 0 s \| \| \| 7.º \| Zakkari Dempster \| Israel Cycling Academy \| + 0 s \| \| \| 8.º \| Sean De Bie \| Verandas Willems-Crelan \| + 0 s \| \| \| 9.º \| Maxime Vantomme \| WB-Aqua Protect-Veranclassic \| + 0 s \| \| \| 10.º \| Kamil Gradek \| CCC Sprandi Polkowice \| + 0 s \| \| |                     |                              |                 |
| |                     |                              |                 |
| Fuente: ProCyclingStats |                     |                              |                 |
| Clasificación general |                     |                              |                 |
| Ciclista | Ciclista            | Equipo                       | Tiempo          |
| 1.º | Fabio Jakobsen      | Quick-Step Floors            | 4 h 32 min 56 s |
| 2.º | Amaury Capiot       | Sport Vlaanderen-Baloise     | + 0 s           |
| 3.º | Hugo Hofstetter     | Cofidis, Solutions Crédits   | + 0 s           |
| 4.º | Roy Jans            | Cibel-Cebon                  | + 0 s           |
| 5.º | Andrew Fenn         | Aqua Blue Sport              | + 0 s           |
| 6.º | Baptiste Planckaert | Katusha-Alpecin              | + 0 s           |
| 7.º | Zakkari Dempster    | Israel Cycling Academy       | + 0 s           |
| 8.º | Sean De Bie         | Verandas Willems-Crelan      | + 0 s           |
| 9.º | Maxime Vantomme     | WB-Aqua Protect-Veranclassic | + 0 s           |
| 10.º | Kamil Gradek        | CCC Sprandi Polkowice        | + 0 s           |

## UCI World Ranking
La Nokere Koerse otorga puntos para el UCI Europe Tour 2018 y el UCI World Ranking, este último para corredores de los equipos en las categorías UCI WorldTeam, Profesional Continental y Equipos Continentales. Las siguientes tablan muestran el baremo de puntuación y los 10 corredores que obtuvieron más puntos:
| Posición              | 1.ª | 2.ª | 3.ª | 4.ª | 5.ª | 6.ª | 7.ª | 8.ª | 9.ª | 10.ª | 11.ª | 12.ª | 13.ª | 14.ª | 15.ª | 16.ª-29.ª | 31.ª-40.ª |
| Clasificación general | 200 | 150 | 125 | 100 | 85  | 70  | 60  | 50  | 40  | 35   | 30   | 25   | 20   | 15   | 10   | 5         | 3         |

| 1.º  | Fabio Jakobsen      | Quick-Step Floors            | 200 |
| 2.º  | Amaury Capiot       | Sport Vlaanderen-Baloise     | 150 |
| 3.º  | Hugo Hofstetter     | Cofidis, Solutions Crédits   | 125 |
| 4.º  | Roy Jans            | Cibel-Cebon                  | 100 |
| 5.º  | Andrew Fenn         | Aqua Blue Sport              | 85  |
| 6.º  | Baptiste Planckaert | Katusha-Alpecin              | 70  |
| 7.º  | Zakkari Dempster    | Israel Cycling Academy       | 60  |
| 8.º  | Sean De Bie         | Vérandas Willems-Crelan      | 50  |
| 9.º  | Maxime Vantomme     | WB-Aqua Protect-Veranclassic | 40  |
| 10.º | Kamil Gradek        | CCC Sprandi Polkowice        | 35  |